# Dirk Heyne
Dirk Heyne (* 10. Oktober 1957 in Magdeburg) ist ein ehemaliger deutscher Fußballspieler und späterer -trainer. In der höchsten Spielklasse des DDR-Fußballs, der Oberliga, spielte der Torhüter für den 1. FC Magdeburg.

## Sportliche Laufbahn

### Club- und Vereinsstationen
Heyne begann seine Fußballkarriere 1967 in der Kindermannschaft des 1. FC Magdeburg, dem er als Torwart bis 1991 treu blieb. Mit dem Gewinn der Schülermeisterschaft 1972 für den FCM gewann er seinen ersten Titel. Sein erstes Spiel für die Oberligamannschaft des FCM bestritt er am 1. Spieltag der Saison 1977/78, ausgetragen am 13. August 1977, in der Begegnung des FCM gegen den 1. FC Union Berlin (1:2). Er stand in dieser Spielzeit in allen 26 Oberligapunktspielen im Tor und war damit sofort Stammspieler geworden. Heyne war für insgesamt 14 Jahre unangefochten die No. 1 im Tor der Magdeburger und absolvierte in vielen Spielzeiten alle Saisonpartien.
Nachdem der 1. FC Magdeburg 1991 die Qualifikation für die Bundesligen verpasst hatte, verließ Heyne nach 323 Oberligaspielen sowie 51 nationalen Pokalbegegnungen, die von drei Finalsiegen im FDGB-Pokal gekrönt waren, und 34 Einsätzen im Europapokal den FCM. Mit Beginn der Saison 1991/92 schloss sich Heyne dem Bundesligisten Borussia Mönchengladbach an. Nachdem er dort für ein Jahr in der Reserve gespielt hatte, bestritt er von 1992 bis 1994 insgesamt 24 Spiele in der 1. Bundesliga. Im Sommer 1994 beendete Heyne seine Laufbahn als Leistungssportler.

### Auswahleinsätze
Seine konstant guten Leistungen beim FCM führten zunächst zur Aufnahme in den Kader der DDR-Nachwuchsnationalmannschaft. Von 1978 bis 1979 bestritt Heyne mit diesem Team 14 Länderspiele. Bei der U-21-Europameisterschaft 1978 gewannen die Ostdeutschen um Heyne die Silbermedaille.
Am 11. Februar 1979 kam er dort zu seinem ersten A-Länderspiel, als er in der Begegnung zwischen der irakischen Nationalelf und der DDR-Auswahl (2:1) in der 77. Minute für den verletzten Bodo Rudwaleit eingewechselt wurde. Danach musste er auch in der Nationalmannschaft lange auf seinen nächsten Einsatz warten, denn zunächst kam er an Rudwaleit und René Müller nicht vorbei, die bereits in der U-21 seine Konkurrenten waren. Erst vom Sommer 1989 bis zum Frühjahr 1990 war er Stammtorwart der A-Auswahl und kam so auf insgesamt neun A-Länderspiele.
In der ostdeutschen Olympiaauswahl wurde er in 19 offiziellen Partien gegen andere Verbände aufgeboten. In den Qualifikationsbegegnungen für die Turniere in Los Angeles und Seoul setzten die Trainer des DFV auf Müller (1983/84) und Jörg Weißflog (1986–1988). Mit der Olympiaelf nahm er 1986 und 1987 in Indien am Nehru Cup teil. Da bildete er jeweils mit Rainer Hoffmeister das DDR-Torwartduo.

### Erfolge
1. FC Magdeburg:
- DDR-Schülermeister 1972
- FDGB-Pokalsieger 1978, 1979, 1983
- Zweiter der DDR-Oberliga 1978
- Dritter der DDR-Oberliga 1981, 1990

Borussia Mönchengladbach:
- Finale DFB-Pokal 1992

## Trainerlaufbahn
Bis 2001 war er für Borussia Mönchengladbach in verschiedenen Funktionen, unter anderem als Torwarttrainer, tätig und kehrte danach nach Magdeburg zurück. Ab 2003 trainierte er die 1. Männermannschaft des 1. FC Magdeburg. Seine größten Erfolge mit dem FCM waren der Regionalligaaufstieg 2006 sowie der 3. Platz in der Saison 2006/2007, in der der Verein in letzter Sekunde den Durchmarsch in die 2. Bundesliga verpasste. Am 9. Dezember 2007 wurde Dirk Heyne auf Grund der sportlich unbefriedigenden Hinrunde in der Regionalligasaison 2007/2008 vom Präsidium entlassen. Ab der Saison 2008/2009 übernahm Heyne den Trainerposten beim FC Sachsen Leipzig in der Regionalliga Nord. Kurz vor der erneuten Insolvenz des Vereins wurde Heyne nach einer Reihe von Niederlagen der Leipziger entlassen.
Ab dem 6. Oktober 2016 trainierte er als Nachfolger von Thomas Seeliger den Regionalligisten Eintracht Norderstedt. Dort war er zuvor vier Jahre in der Jugend tätig gewesen. Im April 2019 wurde Heyne vom Verein beurlaubt, nachdem dieser im Endspurt der Saison 2018/19 in die Abstiegszone gerutscht war. Bei Jugendtrainingslagern des Hamburger SV wurde Heyne als Leiter und Trainer und in der Nachwuchsabteilung des HSV als Torwarttrainer tätig.

### Erfolge
1. FC Magdeburg:
- Meister in der NOFV-Oberliga Süd 2006 und damit Aufstieg in die Regionalliga Nord
- FSA-Landespokalsieger 2006

Eintracht Norderstedt:
- Hamburger Pokalsieger 2017

## Weiterer Werdegang
In Hamburg betreibt Heyne eine Torwartschule.